# Белая Река
Белая Река — деревня в Судиславском сельском поселении Судиславского района Костромской области России. 

## География
Деревня расположена на реке Пуга.

## История
Согласно Спискам населенных мест Российской империи в 1872 году усадьба Белая Река относилась к 1 стану Костромского уезда Костромской губернии. В ней числилось 12 дворов, проживало 37 мужчин и 39 женщин. В усадьбе располагалось Белореченское волостное правление.
Согласно переписи населения 1897 года в деревне проживало 124 человека (46 мужчин и 78 женщин).
Согласно Списку населенных мест Костромской губернии в 1907 году деревня Белая река относилась к Белореченской волости Костромского уезда Костромской губернии. По сведениям волостного правления за 1907 год в ней числился 21 крестьянский двор и 154 жителя. В деревне имелась школа. Основным занятием жителей была фабр. з..

## Население
| 2008 | 2010 | 2014 |
| ---- | ---- | ---- |
| 15   | ↗22  | ↘13  |